# Sari Zeybek
Sari Zeybek es un cultivar de higuera tipo Smyrna Ficus carica unífera, de higos color amarillo intenso, muy cultivado en Turquía. Se cultiva principalmente en el interior de Turquía, y últimamente se está intentando su adaptación a la costa oeste de Turquía, con vista a ampliar el periodo de tiempo de cosecha de los higos frescos,.

## Sinonimia
- „Sarizeybek“,
- „Sari Zeybek İnciri“,
- „Sari Zeybek fig“,
- „Yellow Zeybek“,[4]

## Características
La foliación de la higuera se produce en marzo 19 a 20, es unífera. 
Los higos Sarizeybek son de tipo Smyrna, tienen forma ovalada, de piel color verdoso suave a amarillo intenso. Son densos, firmes y flexibles.
El receptáculo es delgado, de color verde pálido, la pulpa es carnosa, color rosa oscuro con muchas semillas finas y beige.  
El paladar está lleno de un equilibrio dulce y ácido, crujiente y fundente, con un intenso aroma, notas afrutadas y florales.
Alta calidad para el consumo en fresco, madura de 20 de agosto a 30 de septiembre, sensible a la pudrición interna.
En mesa se consume también seco.
- Peso medio del fruto (g):  68.02-76.17
- Desplazamiento promedio de fruta (cm³): 55.00-65.00
- Índice de frutas: 0.86 oval
- Longitud del cuello (mm): 0.58-0.62
- Abertura de Ostiolo (mm): 5:00 a 6:00
- Espesor de la placa (mm.): 074-0.95
- Espacio interior de fruta: A
- Estado central: pequeño y cubierta baja
- Ácido titulable (%): 0109-0186
- TSEM (%): 20:00 a 23:00[4]

## Cultivo
Turquía es el principal productor de higos del mundo con 260,508 toneladas en 2011, y más de dos tercios de su producción proviene de 'Sari Lop' (= Calimyrna), siendo la variedad  cultivar principal tanto para el suministro de higo fresco como para el seco.
Desde 1986 se llevó a cabo un ensayo de adaptación para introducir la producción de higos en las zonas costeras de la parte occidental de Turquía y extender así el período de maduración y cosecha para los mercados nacionales y de exportación.
Para determinar el rendimiento de algunas variedades sobresalientes de higuera fresca, se establecieron parcelas de adaptación en 1985 y 1986 en los municipios de Bodrum, Fethiye y Dalaman (en dos localidades) en la provincia de Mugla, en el suroeste de Turquía. Desde 1990 hasta 1995, se determinaron el crecimiento vegetativo, las propiedades pomológicas de los frutos, el brote de los botones y los períodos de maduración. Se encontraron como las variedades con mayor rendimiento las de 'Bursa Black', 'Darpak', 'Beyaz Orak', 'Yesilgüz', 'Morgüz' y 'Pathcan'.

## Usos
Los higos Sari Zeybek se exportan frescos sobre todo a Alemania y países de Centro de Europa, estando disponibles todo el año.
Turquía es el mayor productor mundial  de higos. Los higos secos se exportan a todos los países del mundo bajo diversos tipos de preparados y diversas marcas exportadoras. Uno de sus principales mercados de estos preparados es China.